# Fratelli Rosselli
I fratelli Carlo e Nello Rosselli furono due importanti politici, giornalisti e attivisti dell'antifascismo italiano.
Vissero a lungo in esilio a Parigi e furono uccisi a Bagnoles-de-l'Orne il 9 giugno 1937 da formazioni locali di estrema destra, probabilmente su ordine proveniente dai vertici del fascismo italiano.

## Assassinio
Residenti a Firenze in una casa in via Giusti 38, appartenevano a una agiata famiglia di fede ebraica.
Nel giugno 1937 Carlo soggiorna per delle cure termali a Bagnoles-de-l'Orne. Qui è raggiunto dal fratello Nello, che aveva ottenuto il passaporto nel maggio 1937, su intercessione di Gioacchino Volpe (probabilmente in buona fede)  con una sollecitudine che ad alcuni amici, tra cui Piero Calamandrei, parve sospetta e motivata dal fine di arrivare attraverso Nello al rifugio di Carlo. Il 9 giugno, in Francia, i due furono sequestrati e poi uccisi da una squadra di militanti dell'organizzazione di estrema destra francese Cagoule, guidati da Jean Filliol. Riguardo agli ideatori dell'omicidio, pare vi fosse, tra gli altri, Santo Emanuele, Tenente Colonnello dei Carabinieri e capo della Sezione Controspionaggio, unitamente al Generale Mario Roatta, al Colonnello Paolo Angioy e al Maggiore dei Carabinieri Roberto Navale, presumibilmente con la tacita approvazione del ministro degli Esteri Galeazzo Ciano e del suo capo di gabinetto Filippo Anfuso. 
I fratelli Rosselli furono sepolti nel cimitero monumentale parigino di Père-Lachaise, ma nel 1951 i familiari ne traslarono le salme in Italia, nel Cimitero Monumentale di Trespiano, nel piccolo borgo omonimo, comune di Firenze,  sulla via Bolognese. La tomba si trova nel Sacrario di Giustizia e Libertà, nel riquadro subito a destra dell'ingresso del cimitero, dove la lapide dei fratelli Rosselli riporta il simbolo della "spada di fiamma", emblema di Giustizia e Libertà, e l'epitaffio scritto da Calamandrei:
PER QUESTO MORIRONO

PER QUESTO VIVONO»
Il medesimo Sacrario comprende le tombe di Gaetano Salvemini, Ernesto Rossi, Enrico Bocci e Nello Traquandi in quello che è denominato il "Quadrato del Non Mollare".
Nel cimitero di Trespiano sono sepolti anche Piero Calamandrei e Spartaco Lavagnini.